# نول هاوس

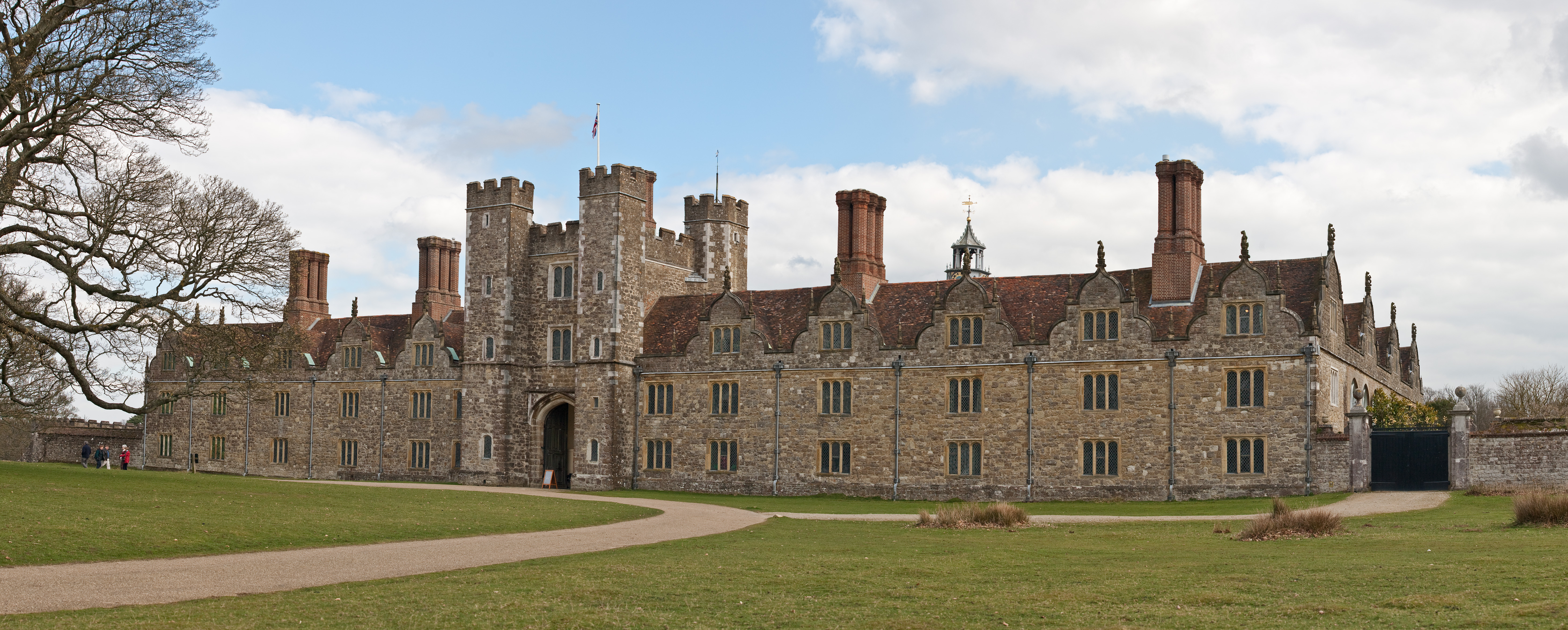
نمایی از خانه نول

خانه نول (انگلیسی: Knole House) یکی از بزرگترین خانه‌های اشرافی انگلستان است که در غرب کنت در سونوکس واقع شده است. خانه نول در داخل پارک نول قرار دارد.